# Ťin-ning
Ťin-ning (čínsky pchin-jinem Jìnníng, znaky zjednodušené 晋宁, tradiční 晉寧) je městský obvod (do roku 2016 okres) na jihozápadě Čínské lidové republiky, je nejjižnější částí městské prefektury Kchun-ming v provincii Jün-nan, rozkládá se na jižním břehu jezera Tien. Obvod má rozlohu 1336 čtverečních kilometrů a v roce 2003 v něm žilo 270 tisíc obyvatel.
Po dobytí regionu Mongoly ve 13. století zde vznikly kraje Ťin-ning a Kchun-jang. Po vzniku Čínské republiky roku 1912 byly reorganizovány v okresy. Po připojení k Čínské lidové republice (koncem roku 1949) oba okresy připadly pod prefekturu Jü-si, roku 1958 byl Kchun-jang a sousední okres Čcheng-kung (na východě jezera Ťien) začleněny do Ťin-ningu, který roku 1960 přešel do prefektury Kchun-ming. Roku 1965 byl Čcheng-kung z Ťin-ningu vyčleněn a roku 2016 byl okres Ťin-ning reorganizován v městský obvod.
V Ťin-ningu se narodil admirál a mořeplavec Čeng Che (1371–1433/35).